# Monção e Troviscoso
Monção e Troviscoso (oficialmente: União das Freguesias de Monção e Troviscoso) é uma freguesia portuguesa do município de Monção, com 8,68 km² de área e 3277 habitantes (censo de 2021). A sua densidade populacional é 377,5 hab./km².

## História
Foi criada aquando da reorganização administrativa de 2012/2013,  resultando da agregação das antigas freguesias de Monção e Troviscoso.

## Demografia
A população registada nos censos foi:
| Distribuição da População por Grupos Etários | Distribuição da População por Grupos Etários | Distribuição da População por Grupos Etários | Distribuição da População por Grupos Etários | Distribuição da População por Grupos Etários | Distribuição da População por Grupos Etários |
| -------------------------------------------- | -------------------------------------------- | -------------------------------------------- | -------------------------------------------- | -------------------------------------------- | -------------------------------------------- |
| Antes da agregação                           |                                              |                                              |                                              |                                              |                                              |
| Ano                                          | 0-14 anos                                    | 15-24 anos                                   | 25-64 anos                                   | >= 65 anos                                   | Total                                        |
| 2001                                         | 468                                          | 556                                          | 1842                                         | 784                                          | 3650                                         |
| 2011                                         | 420                                          | 343                                          | 1884                                         | 888                                          | 3535                                         |
| Após a agregação                             |                                              |                                              |                                              |                                              |                                              |
| Ano                                          | 0-14 anos                                    | 15-24 anos                                   | 25-64 anos                                   | >= 65 anos                                   | Total                                        |
| 2021                                         | 367                                          | 247                                          | 1650                                         | 1013                                         | 3277                                         |